# Smith & Wesson M1917
Smith & Wesson M1917 revolver (forgópisztoly)
A Smith & Wesson fegyvergyár termékei közül az egyik leghosszabb ideig használatban tartott fegyver az első világháború idején rendszeresített, M1917 típusjelű revolver volt. (Csak az öntöltő pisztolyok elterjedése szorította ki a hadsereg felszereléséből.) A Smith & Wesson fegyvergyárban már 1894-től kezdve foglalkoztak nagy űrméretű hadipisztolyok fejlesztésével és gyártásával. Az első revolvertípus ( Hand Ejector New Century) a .44 Smith & Wesson Special, .44 S & W Russian, a .450 Eley és a .455 Webley kaliberű töltények kilövésére alkalmas kivitelben készült. Végső változata - a Colt M1917 típusú revolverrel azonos méretű - a .45 Automatic töltény tüzelésére készült és ez került be az amerikai hadsereg felszerelésébe. Kanada és Nagy - Britannia részére gyártottak olyan Smith &Wessont, (M1917), amellyel .455 Webley kaliberű töltényt lehetett tüzelni.
A revolver hatlövetű, kézi ürítésű revelverező rendszerű. A .45 Automatic kaliberű töltény hornyos hüvelyének ürítése ugyanolyan problémát jelentett, mint a Colt revolvernél ( e célra külön alkatrészt kellett beépíteni). A S & W cég természetesen nem csak hadi, hanem nagy teljesítményű céllövőfegyvereket is gyártott. Ezek közül a .357 Magnum űrméretű töltényre készült különböző típusok ( S & W Magnum, Combat Magnum, Highway Patrolman) váltak be a legjobban.
- Űrmérete: .45 Automatic
- A fegyver tömege: 1,02 kg
- A fegyver hossza: 274 mm
- Csőhossz: 140 mm
- Csavarzathossz: 406 mm
- Huzagszám: 6
- Ormozatátmérő: 11,23 mm
- Barázdaátmérő: 11,43 mm
- Töltényűrhossz: 22,81 mm
- Teljes töltényhossz: 32,39 mm
- Hüvelyhossz: 22,81 mm
- Lövedékátmérő: 11,48 mm
- A töltény tömege: 21,2 g
- A lövedék tömege: 14,9 g
- A lövedék kezdősebessége: 250 m/s
- Max. gáznyomás a csőben: 1400 bar